# Dobos Attila (zeneszerző)
Dobos Attila (Budapest, 1941. április 27. – Budapest, 2022. január 4.) magyar zeneszerző, dalszövegíró, táncdalénekes, fogorvos, kiállítás- és rendezvényszervező, eszköz- és termékfejlesztő, lapkiadó, újságíró, műsorvezető.

## Élete
Dobos László és Mikita Ilona gyermekeként született.
Négyen voltak testvérek (Attila, a pszichológus Emőke, a tanárnő és iskolaigazgató helyettes Zsuzsa és a fotós ill. operatőr Gábor), ő volt a legidősebb. Szorgalmas, kiváló tanuló és sportoló volt, úszásban a legjobb. Kitűnő bizonyítványt szerzett és már a harmadik osztálytól testvéreivel együtt zongorát és németet tanult. Édesanyja már korán az Operába vitte őket  és tanította őket a hit gyakorlására. Középiskoláját az Egressy Gábor gimnáziumban végezte Zuglóban, ekkor kezdte el érdekelni a könnyűzene. Egy munkásszálláson zongorázott, énekelt, így szerzett egy kis zsebpénzt. Ebben a korban fedezte fel, hogy a sok ismert és kedvenc sláger mellett ő is tud hasonló jókat írni. Zenészi pályája az 1968-as Táncdalfesztivál után rohamosan felfelé ívelt. Ezzel párhuzamosan elkezdte és cum laude minősítéssel fejezte be fogorvosi tanulmányait a budapesti Semmelweis Orvostudományi Egyetemen.
Összetartó, befogadó családban nevelkedett, családját – szüleit, testvéreit – nagyon szerető emberré vált. Zenei sikereinek boldogsága azzal vált teljessé, hogy ennek révén segíthette szüleit, testvéreit, rokonait.
Nagy öröm volt számára a gödöllői asszisztensnőjével, Adrienne-nel kötött házasságából származó Andrea lánya megszületése. Azonban ez a házasság hamar zátonyra futott, így Andreát édesanyja nevelte fel, de a távolság ellenére szerencsére nagyon jó viszony alakult ki közte és nagylánya közt, aki később édesapja nyomdokaiba lépve szintén fogorvos lett.
Gyakran lépett színpadra második feleségével, Mary Zsuzsival, akivel 1965-ben ismerkedett meg a "Szerelmes biciklisták" felvételén egy zenei stúdióban. Hamarosan össze is kötötték életüket. Dobos Attila táncdalai c. válogatáslemeze 1968-ban jelent meg, ezen 6 dalát saját maga énekli.
Dobos Attila "Mama" című dalával szerelme, Mary Zsuzsi előadásában nyerte meg az 1968-as táncdalfesztivált és a legjobb zeneszerző különdíját is megkapta. Az "Annyi ember él a földön" c. dal a fesztivál második helyezettje volt. Az "Annál az első ügyetlen csóknál" a táncdalfesztivál közönségdíjas dala volt, minden idők legtöbb szavazatát kapva. Nevéhez fűződik az első magyar aranylemez, az "Isten Veled édes Piroskám", melyből akkor 100 000 példányt adtak el.
Később a rá nehezedő terhek elől menekülve új szerelmével, Mary Zsuzsi énekesnővel 1970-ben Németországba emigrált, akkori kifejezéssel disszidált. Idehaza zenei karrierje a politikai helyzet miatt szinte eltöröltetett és családjának is nehézségeket kellett elszenvedni. A hazai rádióadók abbahagyták dalainak sugárzását, lemezét betiltották, a boltokból pedig megsemmisítés céljából visszavonták.
Németországban fogorvosként dolgozott. Mary Zsuzsival kötött házasságából két gyermek született, előbb Attila, aki sajnos egy orvosi műhiba miatt csupán néhány napot élt meg, majd 1971-ben már Németországban Angéla. Összesen öt évig volt együtt a pár, az utolsó évben össze is kötötték életüket, de a házasság sajnos hamar véget ért egy új férfi feltűnése miatt. Néhány hónap múlva Attila a 11 hónapos Angélát kalandos körülmények közt magához vette. Nagyon szerető és szoros kapcsolat alakult ki kettejük közt a nehéz években, Angélát évekig egyedül nevelte.
Néhány év múlva Attila megismerkedett a német származású Ilonával, aki barátnője lévén eleinte fogászati asszisztensként segített neki, majd összekötötték életüket, hogy rendezett hátteret biztosítsanak a kislánynak.
1985-ben családjával visszaköltözött Magyarországra, mert fontos volt számára, hogy gyermeke magyar földön kapjon oktatást és itt nőjön föl. Ekkor jelent meg második lemeze Dobos Attila új dalai címmel. Attila elkezdett hazafias, nemzetérzelmű dalokat is írni.
Nehéz volt újból felépíteni itt az életet, különösen a zenei pályát. Végül fogászati vállalkozásával alapozta meg életét. Megalapította a Dentál Expressz című fogászati magazint, fogászati termékeket forgalmazott, sőt az ún. "Dobos-féle koronaemelő"-t is ő fejlesztette ki. Saját tapasztalataiból merítve létrehozta a külföldön a mai napig is közkedvelt fogászati berendelési naplót, a Terminbuch-ot, valamint megkonstruált fogászati nyálszívókat. Sikeres fogászati kiállításokat és rendezvényeket szervezett éveken át.
Ilonával kötött házassága 14 év múlva 1989-ben véget ért, de hamarosan összehozta a sors az operaénekesnő Marikával, akivel 13 szenvedélyes évet töltött se veled, se nélküled viszonyban. Majdnem szülők lettek, de sajnos az élet közbeszólt. Mély barátságuk a sírig tartott.
Később Nemzetőr c. újságot alapított és szerkesztett hazaszeretetből, valamint rendszeresen jelentkezett a Nemzetóra c. műsorral a Budapest TV-ben.
1991-ben jelent meg korlátozott példányszámban Az ember tragédiája című operájának kivonatokat bemutató bakelit lemeze. Az operáját egész külföldi léte alatt komponálta.
2004-ig kellett várnia az örök optimista Attilának, hogy megalapíthassa hőn vágyott nagycsaládját. Az interneten megismerkedett a nála 33 évvel fiatalabb Évával, aki a házasságukba hozta Emília lányát, akit sajátjaként nevelte Attila, majd nagy örömére megszületett ifjabb Attila fia, majd Mercédesz. A nagyon szépen indult-remélt családi élete után annál nagyobb törést jelentett számára ennek megszakadása, igaz 15 év múltán, 2018-ban.
Ekkor ismerkedett meg a táncdal-énekesnő Erzsébettel, aki előbb a társa lett, majd egészségi állapota hirtelen romlását követően többedmagával gondozója-ápolója. Nem sokkal halála előtt Attila megkérte Erzsébet kezét, de a sors közbeszólt. Az utóbbi évek betegségei, gyengeségei végül is felemésztették. 2021 karácsonyán ugyan már a kórházban, de teljes tudatában élhette meg a Szentestét szűk családjával, azonban 25-étől kezdve fokozatosan távolodott. Itt mind a család, mind a kórházi dolgozók nagy odaadással voltak mellette. Végül egyre halványodott kommunikációs képessége, míg csendben elaludt: 2022. január 4-én visszaadta életét Teremtőjének. 2022. január 25-én búcsúztatták református szertartás szerint a budapesti Farkasréti temetőben.
Sokak meglepetésére Erzsébet, Attila elvesztését követően talált egy lelkészt, aki posztumusz összeadta őket, ezzel teljesítendő az utolsó akaratot.
Jószívűség és az öröm vágya jellemezte. Mindenkinek segített akinek tudott, kész volt áldozatokat hozni másokért. A család és az apai szeretet nagyon fontos volt számára. Hitt a gyerekek és a házasság szentségében, erre törekedett, még ha nagy szomorúságára nem is sikerült mindig úgy alakítani az életét, ahogyan megálmodta. Nagyon szerette gyermekeit! Kudarcaiban ők jelentették számára talán a legnagyobb vigasztalást és megtartó erőt.
Szerette nemzetét és szívügye volt nemcsak a könnyűzene, hanem a nagy álma is: németországi évei alatt Madách – Az ember tragédiája nyomán írt operájának bemutatása.
Nagy álmodozó volt, néha a realitástól távol járva, de éppen ezért lehetett naggyá is. Kudarcai, fájdalmai között sem volt benne semmi bosszú vagy harag, legfeljebb szomorúság.
Az idő előrehaladtával a gyermekkorban kapott hit magvai egyre erősebbek lettek szívében. Lelkész keresztapját nagyon szerette, példaképének tartotta. Németországban lelki mélypontjában tért meg Istenhez és nagyon vallásos lett. Minden nehézség és kudarc ellenére ez tartotta benne a lelket élete utolsó napjáig is.

## Elismerések
Szenes Iván Életmű-díj (2020)

## Legnépszerűbb szerzeményei
- Se veled, se nélküled (Hoffer György)
- Isten véled édes Piroskám (Aradszky László)
- Annál az első ügyetlen csóknál (Aradszky László)
- Kövek a vízparton (Dobos Attila)
- Rózsák illatozzatok (Dobos Attila)
- Krisztina (Dobos Attila)
- A boldogságtól ordítani tudnék (Dobos Attila)
- Szervusztok régi barátok (Zalatnay Sarolta)
- Mama (Mary Zsuzsi)
- Cseresznyeárus lány (Mary Zsuzsi)
- Csúnya fiú (Mary Zsuzsi)
- Piros pezsgő (Mary Zsuzsi)
- Trombitás (Mary Zsuzsi)
- Te vagy az oda-ideálom (Mary Zsuzsi)
- Nyári zápor (Dobos Attila és Mary Zsuzsi)
- Még ide-oda húz a szív (Aradszky László)
- Mama úgy szeretlek én (Harangozó Teri)
- Minden ember boldog akar lenni (Harangozó Teri)
- Minden nap, mikor eljön az este (Harangozó Teri)
- Albérlet az emeleten (Dobos Attila, kísér az Illés-együttes)
- Annyi ember él a földön (Koós János)
- Csinálj, amit akarsz (Korda György)
- Most az egyszer táncoljunk egy tangót (Koncz Zsuzsa)
- A magyarok világhimnusza – Halló magyar (Dobos Attila)
- Zúgjatok harangok! (Dobos Attila)